# Рябіка Володимир Леонідович
Володимир Леонідович Рябіка, кандидат політичних наук (1999); колишній народний депутат України.
З квітня 2002 по березень 2005 — Народний депутат України 4-го скликання, обраний за списками Соціал-демократичної партії України (об'єднаної)
Народився 3 травня 1962 (с. Новоселівське, Євпаторійський район, Кримська область); українець; батько Леонід Григорович (1939–1996); мати Галина Петрівна (1938) — пенсіонерка; дружина Ірина Володимирівна (1972) — підприємець.
Освіта: Севастопольський приладобудівний інститут, факультет «Корабельна енергетика і кораблебудування» (1980–1985), інженер-механік, «Суднове силове устатковання»; кандидатська дисертація «Політична активність молоді – 90-ті роки».
Березень 2006 — кандидат в народні депутати України від ППУ «Партія політики Путіна», № 8 в списку. На час виборів: народний депутат України, безпартійний.
Народний депутат України 4-го скликання з квітня 2002 по квітень 2006 від СДПУ(О), № 4 в списку. На час виборів: голова Українського національного комітету молодіжних організацій, безпартійний. Член фракції СДПУ(О) (травень 2002 — грудень 2004), позафракційний (22 — 23 грудня 2004), член фракції партії «Єдина Україна» (грудень 2004 — лютий 2006). Голова підкомітету з питань розвитку молодіжного руху Комітету з питань молодіжної політики, фізичної культури, спорту і туризму (з червня 2002).
- З серпня 1979 — слюсар, радгосп ім. Кірова Первомайського району Кримської області; навчання в інституті.
- З серпня 1985 — майстер I групи цеху № 10, Севастопольське виробниче судноремонтне об'єднання «Південрибсудноремонт».
- З вересня 1986 — інструктор з роботи з молодими моряками і рибалками, з жовтня 1988 — перший секретар, Гагарінський РК ЛКСМУ м. Севастополя.
- З вересня 1989 — інструктор з роботи з молодими рибалками та моряками, ЦК ВЛКСМ, м. Москва.
- З жовтня 1990 — голова центральної ради, Всесоюзне об'єднання ВЛКСМ «Союз молодих рибалок і моряків СРСР», м. Москва.
- З січня 1992 — голова ради, Молодіжна морська ліга України.
- З травня 1995 — голова, Український національний комітет молодіжних організацій.
- Березень 2000 — листопад 2001 — заступник Голови — начальник Департаменту молодіжної та сімейної політики, заступник Голови, Державний комітет молодіжної політики, спорту і туризму України.

Позаштатний радник Президента України (вересень 1999 — січень 2000). Член Національної ради з питань молодіжної політики при Президентові України (з грудня 1995), заступник голови (з травня 1999); заступник голови — керівник секретаріату (з квітня 2000). Голова Українського національного комітету молодіжних організацій (з травня 1995).
Орден «За заслуги» III ступеня (червень 1998).